# Tyndall
Tyndall település az Amerikai Egyesült Államok Dél-Dakota államában, Bon Homme megyében, melynek megyeszékhelye is. Lakosainak száma 1057 fő (2020. április 1.).

## Népesség
A település népességének változása:

| 2010 | 1 067 |
| 2020 | 1 057 |